# Cessna 404
O Cessna 404 Titan é um avião bimotor fabricado pela empresa americana Cessna Aircraft Company, com capacidade para transportar até dez passageiros. Foi desenvolvido a partir do Cessna 402 e serviu de base para o Cessna 441.